# Gleuel
Gleuel är en stadsdel till Hürth i Rhein-Erft-Kreis i Nordrhein-Westfalen, Tyskland. Den 31 oktober 2008 bodde det 6389 personer i Gleuel. Stadsdelen ligger vid motorvägen A1.